# NTN Corporation
NTN Corporation (NTN株式会社 NTN Kabushiki-gaisha) (Niwa, Tomoe, Nishizono) (TYO: 6472
) er en japansk producent af maskinlejer med hovedkvarter i Osaka.
I 1918 begyndte Nishizono Ironworks i Uchibori, Mie-præfekturet at producere kuglelejer.